# Ennio Pintacuda
Ennio Pintacuda (Prizzi, 9 marzo 1933 – Palermo, 4 settembre 2005) è stato un gesuita, sociologo e attivista italiano.

## Biografia
Terzo di quattro figli, fu accettato a 15 anni come novizio della Compagnia di Gesù, a Bagheria, il 10 marzo del 1948. Il 15 agosto del 1967 pronunciò i suoi ultimi voti che l'hanno legato definitivamente alla Compagnia di Gesù.
Laureato in Giurisprudenza all'Università Cattolica di Milano, studiò Teologia alla Pontificia Università Gregoriana di Roma e si specializzò in Sociologia politica a New York. Pubblicista, svolse l'attività di docente in diverse scuole di Palermo: Istituto Gonzaga, Centro studi sociali Cesare Terranova, Istituto di formazione politica Pedro Arrupe, Isas, Liceo Linguistico Provinciale di Palermo. Fu collaboratore della programmazione della Pastorale diocesana e direttore della radio diocesana Voce nostra.

### Impegno politico
Ispiratore della stagione politica che portò alla primavera palermitana, impegnato nella ricerca scientifica e nella promozione dello sviluppo sociopolitico della Sicilia, negli anni ottanta si schierò a fianco di Leoluca Orlando e contribuì alla nascita di alcuni importanti movimenti politici come Città per l'Uomo e soprattutto La Rete. Successivamente ruppe con Orlando e, dopo una virata sicilianista col movimento Noi Siciliani, passò tra le file del centrodestra berlusconiano.
Di padre Ennio Pintacuda si ricordano anche le sue numerose battaglie contro la Mafia - per le quali visse per qualche tempo scortato - e l'usura. Da segnalare al tempo stesso la sua parentela col boss di Cosa Nostra Filippo Marrella (suo fratello aveva sposato la figlia di quest'ultimo, capomafia di Prizzi), di cui nell'agosto del 1990 tenne l'orazione funebre.
Con la Provincia regionale di Palermo fondò il laboratorio antiusura, di cui era presidente onorario. Agli inizi degli anni novanta fondò la Libera università della politica a Filaga, frazione di Prizzi, sulle montagne del Corleonese.
Nel 1998 accettò la presidenza del Cerisdi, la scuola di formazione che si trova al Castello Utveggio, a Palermo, su incarico dell'allora presidente della Regione siciliana, Giuseppe Drago, poi reso esecutivo dal successivo presidente della Regione, Angelo Capodicasa.

## Opere
Fu autore di numerose pubblicazioni, tra le quali:
- Sottosviluppo, potere culturale, mafia (1972);
- I partiti politici e lo sviluppo della Sicilia (1974);
- Sud tra potere e cambiamento (1975);
- Palermo palcoscenico d'Italia (1986);
- Breve corso di politica (1988);
- La scelta (1993).